# Cineflix
Cineflix（シネフリックス）とは、カナダ・ケベック州モントリオールに本社を置き、支社をトロント・ニューヨーク・ダブリンに持つ世界的な映像メディア・テレビ番組制作・配給会社。
子会社として、イギリスに本社を置くCineflix Rights、アメリカ合衆国、カナダ、国際市場向けに脚本付きコンテンツの共同制作・出資・配給を担うCineflix Studios、トロントとニューヨークに拠点を置くCineflix Productionsがある。

## 主な制作番組
- メーデー!:航空機事故の真実と真相
- 女刑事マーチェラ
- アメリカン・ピッカーズ